# FC Winterthur
Fussballclub Winterthur este un club de fotbal din Winterthur, Elveția, care evoluează în Superliga Axpo.

## Istoric
Clubul a fost fondat în anul 1896. Perioada de glorie a clubului a fost până în anii '20 ai secolului trecut, reușind să cucerească de trei ori Campionatul Elveției, fiind și Vice-Campioană în turneul Sir Thomas Lipton Trophy.

## Palmares
- Campionatul Elveției (3): 1906, 1908, 1917
- Vice-Campioană Sir Thomas Lipton Trophy